# بازی مرکب
بازی مرکب (به کره‌ای: 오징어 게임)، (به انگلیسی: Squid Game) یک مجموعهٔ تلویزیونی ویران‌شهری بقای دلهره‌آور محصول کره جنوبی است که توسط هوانگ دونگ هیوک برای نتفلیکس ساخته شد. این سریال بر یک رقابت پنهانی تمرکز دارد و در آن ۴۵۶ بازیکن که همگی در تنگنای اقتصادی شدیدی هستند، برای گذر از یک سری بازی‌های کودکانهٔ مرگبار با یک جایزه ۴۵٫۶ میلیارد وونی، زندگی خود را به خطر می‌اندازند. عنوان این سریال برگرفته از بازی کودکانهٔ کره‌ای با همین نام است. لی جونگ جه در نقش سونگ گی هون، بازیگر اصلی این مجموعه است.
هوانگ این ایده را بر پایهٔ چالش‌های اقتصادی خود و همچنین نابرابری طبقاتی در کرهٔ جنوبی و سرمایه‌داری خلق کرد. اگرچه هوانگ داستان را در سال ۲۰۰۹ نوشت، او نتوانست یک شرکت تولیدی برای تأمین بودجهٔ این ایده پیدا کند تا اینکه نتفلیکس در حوالی سال ۲۰۱۹ به‌منظور گسترش محصولات نمایشی خارجی خود به آن علاقه نشان داد.
فصل اول بازی مرکب در ۱۷ سپتامبر ۲۰۲۱ در سطح جهانی منتشر شد و مورد تحسین منتقدان و توجه بین‌المللی قرار گرفت. این مجموعه به پربیننده‌ترین مجموعه نتفلیکس تبدیل شد و جوایز متعددی از جمله شش جایزه امی ساعات پربیننده و یک گلدن گلوب دریافت کرد. در ژوئیهٔ ۲۰۲۳، ساخت فصل دوم این مجموعه آغاز شد و در ۲۶ دسامبر ۲۰۲۴ به نمایش درآمد. فصل سوم و پایانی که پشت سر فصل دوم فیلمبرداری شد، در ۲۷ ژوئن ۲۰۲۵ پخش گردید.

## خلاصهٔ داستان
گروهی ۴۵۶ نفره که هر کدام زندگی ناهمسان و سخت دارند، برای بردن جایزهٔ ۴۵٫۶ میلیارد وونی (۳۵/۳ میلیون دلاری)، به شرکت در مجموعه‌ای از بازی‌های کودکانه با عواقبی ناگوار دعوت می‌شوند.

## بازیگران و شخصیت‌ها

### فصل ۱

#### بازیگران اصلی
- لی جونگ جه در نقش سونگ گی هون (بازیکن شمارهٔ ۴۵۶)،[۱۵] راننده و معتاد به قماری که به همراه مادر خود زندگی می‌کند و برای حمایت مالی از دخترش در مضیقه است. او جهت پرداخت بدهی‌های فراوان خود در بازی شرکت می‌کند.
- پارک هه سو در نقش چو سانگ وو (بازیکن شمارهٔ ۲۱۸)،[۱۵] سرپرست گروه سرمایه‌گذاری در یک شرکت اوراق بهادار و دوست قدیمی گی هون که به‌خاطر استعدادی که داشت در دانشگاه ملی سئول تحصیل کرد ولی اکنون به‌دلیل دزدی پول از مشتری‌های خود، تحت تعقیب پلیس است.
- وی ها جون در نقش هوانگ جون هو،[۱۶] افسر پلیسی که در پوشش یک نگهبان، به‌دنبال برادر گمشده‌اش مخفیانه وارد بازی می‌شود.
- جونگ هو یون در نقش کانگ سه بیوک (بازیکن شمارهٔ ۰۶۷)،[۱۷] یک فراری از کرهٔ شمالی که برای پرداخت هزینهٔ دلال، جهت یافتن و نجات خانوادهٔ خود از کرهٔ شمالی وارد بازی می‌شود.
- او یونگ سو در نقش اوه ایل نام (بازیکن شمارهٔ ۰۰۱)،[۱۸] پیرمردی مبتلا به تومور مغزی که ترجیح می‌دهد به‌جای در انتظار مرگ ماندن در دنیای بیرون، بازی کند.
- هو سونگ ته در نقش جانگ دوک سو (بازیکن شمارهٔ ۱۰۱)،[۱۹] گانگستری که برای پرداخت بدهی‌های قمار کلان خود وارد بازی می‌شود.
- انوپام تریپاتی در نقش علی عبدل (بازیکن شمارهٔ ۱۹۹)،[۱۸] کارگر خارجی اهل پاکستان که پس از عدم پرداخت حقوق چندین ماهه از جانب صاحب کارش، برای تأمین مالی خانوادهٔ جوان خود وارد بازی می‌شود.
- کیم جو ریونگ در نقش هان می نیو (بازیکن شمارهٔ ۲۱۲)،[۲۰] زنی مرموز و حقه‌باز که ادعا می‌کند مادری مجرد و فقیر است.

#### بازیگران مکمل

##### بازیکنان
- یو سونگ جو در نقش بیونگ گی (بازیکن شمارهٔ ۱۱۱)،[۲۱] پزشکی که مخفیانه جهت قاچاق اعضای بدن بازیکنان مرده با عده‌ای از نگهبانان فاسد همکاری می‌کند و در ازای آن، در مورد بازی‌های بعدی اطلاعات دریافت می‌کند.
- لی یو می در نقش جی یونگ (بازیکن شمارهٔ ۲۴۰)،[۲۲] زن جوانی که به‌خاطر قتل پدر آزارگرش در زندان بوده و اخیراً آزاد شده است.
- کیم شی هیون در نقش بازیکن شمارهٔ ۲۴۴، کشیشی که در طول بازی، ایمان خود را بازمی‌یابد.
- لی سانگ هی در نقش بازیکن شمارهٔ ۰۱۷،[۲۳] شیشه‌سازی با بیش از ۳۰ سال سابقه.
- کیم یون ته در نقش بازیکن ۰۶۹، بازیکنی که به‌همراه زنش، بازیکن شمارهٔ ۰۷۰ وارد بازی می‌شود.
- لی جی ها در نقش بازیکن شمارهٔ ۰۷۰،[۲۴] بازیکنی که به همراه شوهرش، بازیکن شمارهٔ ۰۶۹ وارد بازی می‌شود.
- کواک جا هیونگ در نقش بازیکن شمارهٔ ۲۷۸، بازیکنی که به گروه دوک سو می‌پیوندد و نقش مرید او را دارد.
- کریس چان در نقش بازیکن شمارهٔ ۲۷۶،[۲۵] بازیکنی که در بازی طناب‌کشی به گروه سونگ گی هون می‌پیوندد.

##### بازیگران میهمان
- گونگ یو در نقش بازاریاب و فردی که برای بازی، بازیکن استخدام می‌کند. (قسمت ۱ و ۹)[۲۶]
- لی بیونگ هون در نقش هوانگ این هو (پیشرو / جلو دار / پرچم دار) (قسمت ۹–۸)[۲۷]

## قسمت‌ها
| فصل | قسمت‌ها | قسمت‌ها | تاریخ اصلی روی آنتن رفتن | تاریخ اصلی روی آنتن رفتن |
| --- | ------ | ------ | ------------------------ | ------------------------ |
| ۱   | ۹      | ۹      | ۱۷ سپتامبر ۲۰۲۱          | ۱۷ سپتامبر ۲۰۲۱          |
| ۲   | ۷      | ۷      | ۲۶ دسامبر ۲۰۲۴           | ۲۶ دسامبر ۲۰۲۴           |
| ۳   | ۶      | ۶      | ۲۷ ژوئن ۲۰۲۵             | ۲۷ ژوئن ۲۰۲۵             |

### فصل ۱ (۲۰۲۱)
| شم. کلی | شم. در فصل | عنوان                                                                                            | کارگردان        | نویسنده         | تاریخ انتشار اصلی |
| --- | ---------- | ------------------------------------------------------------------------------------------------ | --------------- | --------------- | ----------------- |
| ۱ | ۱          | «چراغ قرمز، چراغ سبز» Transcription: "Mugunghwa Kkoch-i Pideon Nal" (کره‌ای: 무궁화 꽃이 피던 날) | هوانگ دونگ هیوک | هوانگ دونگ هیوک | ۱۷ سپتامبر ۲۰۲۱   |
| سونگ گی هون در وضعیت بد مالی به سر می‌برد، بدهی‌های زیادی به نزول‌خوارها دارد و رابطه‌اش با دختر و همسر سابقش خراب شده است. در ایستگاه مترو، مردی با لباس شیک او را به بازی داکجی برای پول دعوت می‌کند و فرصتی برای شرکت در بازی‌های پرریسک‌تر به او پیشنهاد می‌دهد. گی هون قبول می‌کند، دارویی مصرف می‌کند و وقتی بیدار می‌شود، در یک خوابگاه همراه با ۴۵۵ نفر دیگر است که همهٔ آن‌ها تنها با شماره‌هایی روی لباس‌های سبز خود شناخته می‌شوند. گروهی از نگهبانان نقاب‌دار با لباس‌های صورتی وارد می‌شوند و توضیح می‌دهند که این بازیکنان، که همه در وضعیت مالی بحرانی هستند، با برنده شدن در شش بازی طی شش روز، می‌توانند میلیاردها وون جایزه ببرند. بازی‌ها تحت نظر فرانت من انجام می‌شوند، فردی که نقاب دارد و لباس سیاه پوشیده است. گی هون با بازیکن ۰۰۱، مردی مسن که از تومور مغزی رنج می‌برد، دوست می‌شود و دو بازیکن دیگر را نیز می‌شناسد: چو سانگ وو، همکلاسی دوران کودکی که حالا یک دلال سرمایه‌گذاری شده است و بازیکن ۰۶۷، جیب‌بری که قبلاً از او سرقت کرده بود. اولین بازی چراغ قرمز چراغ سبز است که در آن هر کسی که در حال حرکت دیده شود، بلافاصله کشته می‌شود و این خشونت و ذات سادیستی بازی‌ها را آشکار می‌کند. نیمی از بازیکنان پس از درک این موضوع وحشت کرده و سعی در فرار می‌کنند که این قضیه بازی را به یک کشتار تبدیل می‌کند. با کمک سانگ وو و بازیکن ۱۹۹، گی هون بازی را زنده به پایان می‌رساند. بازی: داکجی، چراغ قرمز چراغ سبز |            |                                                                                                  |                 |                 |                   |
| ۲ | ۲          | «جهنم» Transcription: "Jiok" (کره‌ای: 지옥)                                                       | هوانگ دونگ هیوک | هوانگ دونگ هیوک | ۱۷ سپتامبر ۲۰۲۱   |
| با کشته شدن بیش از نیمی از بازیکنان در بازی اول، بسیاری از بازماندگان درخواست می‌کنند که آزاد شوند. آن‌ها با استفاده از بند سوم بازی، به سختی و با فاصلهٔ کم رأی دادند تا بازی‌ها تمام شوند و به خانه برگردند، هرچند بدون هیچ‌گونه پول جایزه‌ای. در سئول، گی هون تلاش می‌کند تا بازی‌ها را به پلیس گزارش کند، اما تنها بازپرس هوانگ جون هو، که برادرش پس از دریافت دعوت‌نامهٔ مشابهی ناپدید شده، به او باور دارد. بازیکنان دوباره به شرکت در بازی دعوت می‌شوند و بسیاری از روی ناچاری برمی‌گردند. در میان آن‌ها، گی هون است که مادرش به عمل جراحی نیاز دارد؛ سانگ وو که با اتهام کلاهبرداری مالی روبه‌روست؛ بازیکن ۰۰۱ که نمی‌خواهد در دنیای بیرون بمیرد؛ بازیکن ۰۶۷ که می‌خواهد والدینش را از کره شمالی خارج کند و برادرش چول را از یتیم‌خانه بیرون بیاورد؛ بازیکن ۱۹۹، یک کارگر مهاجر پاکستانی که به دلیل عدم پرداخت دستمزدش به رئیسش حمله کرده بود؛ و بازیکن ۱۰۱، جانگ دوک سو، یک گانگستر که از بدهی‌های قمار و رئیس‌های سابقش فرار می‌کند. جون هو به‌طور مخفیانه گی هون را دنبال می‌کند تا وقتی که نگهبان‌ها او را سوار می‌کنند. |            |                                                                                                  |                 |                 |                   |
| ۳ | ۳          | «مردی با چتر» Transcription: "Usan-eul Sseun Namja" (کره‌ای: 우산을 쓴 남자)                      | هوانگ دونگ هیوک | هوانگ دونگ هیوک | ۱۷ سپتامبر ۲۰۲۱   |
| جون هو با موفقیت به بازی‌ها نفوذ می‌کند و خود را به عنوان یک کارگر نقاب‌دار جا می‌زند. مشخص می‌شود که بازی‌ها در یک جزیره دورافتاده برگزار می‌شود. حالا که بازیکنان آگاه‌تر و آماده‌تر شده‌اند، شروع به تشکیل اتحاد می‌کنند. گی هون، سانگ وو، بازیکن ۰۰۱ و بازیکن ۱۹۹ با هم تیم می‌شوند. بازیکن ۰۶۷ وارد یک دریچه هوا می‌شود و شاهد ذوب شدن دیگ‌های شکر توسط کارگران است. بازی دوم، دالگونا، از هر بازیکن می‌خواهد که شکلی حک‌شده را از یک دالگونا تحت محدودیت زمان ۱۰ دقیقه‌ای بیرون بیاورد. سانگ وو از کشف بازیکن ۰۶۷ مطلع می‌شود و بازی را از قبل شناسایی می‌کند، اما به هم‌تیمی‌هایش هشدار نمی‌دهد و آسان‌ترین شکل را برای خود انتخاب می‌کند. گی هون بدون اینکه بداند، سخت‌ترین شکل یعنی چتر را انتخاب می‌کند، اما در نهایت با لیسیدن پشت دالگونا آن را ذوب کرده و موفق می‌شود. بازیکن ۲۱۲، زن پرسروصدا و سوءاستفاده‌گر، به دوک سو کمک می‌کند تا بازی را با یک فندک قاچاقی تمام کند. یک بازیکن که قرار است اعدام شود، یکی از نگهبان‌ها را به گروگان می‌گیرد و مجبورش می‌کند که ماسکش را بردارد. وقتی متوجه می‌شود که نگهبان یک مرد جوان است، به خود شلیک می‌کند؛ فرانت من نگهبان را به خاطر افشای هویتش اعدام می‌کند. بازی: دالگونا |            |                                                                                                  |                 |                 |                   |
| ۴ | ۴          | «به تیم وفادار باش» Transcription: "Jjollyeodo Pyeonmeokgi" (کره‌ای: 쫄려도 편먹기)               | هوانگ دونگ هیوک | هوانگ دونگ هیوک | ۱۷ سپتامبر ۲۰۲۱   |
| بازیکن ۱۱۱، که یک پزشک بدنام است، به‌طور مخفیانه با گروهی از نگهبانان همکاری می‌کند تا اعضای بدن بازیکنان فوت‌شده را برداشت کرده تا در بازار سیاه به فروش بروند و در ازای آن اطلاعاتی دربارهٔ بازی‌های آینده به دست آورد. زمانی که دوک سو بازیکنی که او را به گرفتن غذای اضافی متهم کرده می‌کشد، نگهبانان هیچ اقدامی نمی‌کنند و جایزه افزایش می‌یابد. آنها متوجه می‌شوند که می‌توانند آزادانه دیگر بازیکنان را برای افزایش جایزه بکشند، بنابراین دوک سو و گروهش پس از خاموشی چراغ‌ها درگیری‌ای به راه می‌اندازند که منجر به حملهٔ بازیکنان به یکدیگر می‌شود. گروه گی هون جان سالم به در می‌برد و برای ایجاد اعتماد، نام‌های خود را با یکدیگر به اشتراک می‌گذارند: بازیکن ۱۹۹ علی عبدل است و بازیکن ۰۶۷ کانگ سه بیوک. بازیکن ۰۰۱ به دلیل تومور مغزی، در به یاد آوردن نامش مشکل دارد. ب در بازی سوم، از بازیکنان خواسته می‌شود که گروه‌های ده نفره تشکیل دهند. برای تیم گی هون، سه بیوک بازیکن ۲۴۰ که دختری همسن و سال خودش است را جذب می‌کند. معلوم می‌شود که این بازی، طناب‌کشی است روی دو سکوی بلند، که در آن یک تیم با کشیدن تیم مقابل از روی سکو و فرستادن آنها به کام مرگ، برنده می‌شود. دوک سو که در مورد بازی از بازیکن ۱۱۱ مطلع شده، تنها مردان قوی را انتخاب کرده و می نیو را رد می‌کند، که به تیم گی هون می‌پیوندد. پس از این که تیم دوک سو به راحتی بازی خود را می‌برد، تیم گی هون در برابر یک تیم تماماً مردانه با مشکلاتی مواجه می‌شود. بازی: طناب‌کشی |            |                                                                                                  |                 |                 |                   |
| ۵ | ۵          | «جهانی عادلانه» Transcription: "Pyeongdeung-han Sesang" (کره‌ای: 평등한 세상)                     | هوانگ دونگ هیوک | هوانگ دونگ هیوک | ۱۷ سپتامبر ۲۰۲۱   |
| تیم گی هون در مسابقه طناب‌کشی با کمک استراتژی بازیکن ۰۰۱ و فکر سریع سانگ وو پیروز می‌شود. آنها پیش‌بینی می‌کنند که ممکن است شورش دیگری رخ دهد، بنابراین یک سد دفاعی می‌سازند و شب‌ها نوبتی نگهبانی می‌دهند، اگرچه تیم دوک سو حمله نمی‌کند. گی هون به گذشته‌اش فکر می‌کند، زمانی که او و دیگر کارگران یک کارخانهٔ خودرو علیه اخراج‌های جمعی اعتراض کردند، که به سقوط زندگی‌اش انجامید. بازیکن ۲۴۰ تلاش می‌کند تا با سه بیوک دوست شود، اما او همچنان فاصله می‌گیرد. در همین حین، جون هو قاچاق اعضای بدن را می‌بیند و متوجه می‌شود که نگهبانی که هویت او را به عهده گرفته بود، در این کار دست داشته است. بازیکن ۱۱۱ زمانی که به او دربارهٔ بازی بعدی اطلاعات نمی‌دهند، علیه قاچاقچی‌ها شورش می‌کند و همهٔ افراد دخیل از جمله خود بازیکن ۱۱۱، به جز جون هو، کشته می‌شوند. فرانت من دستور می‌دهد که جون هو تعقیب شود و او وارد دفترش می‌شود. در آنجا، جون هو متوجه می‌شود که این بازی‌ها بیش از ۳۰ سال است که برگزار می‌شوند و برادر بزرگترش، هوانگ این هو، برندهٔ نسخه ۲۰۱۵ بوده است. بازی: طناب‌کشی |            |                                                                                                  |                 |                 |                   |
| ۶ | ۶          | «گانبو» Transcription: "Kkanbu" (کره‌ای: 깐부)                                                    | هوانگ دونگ هیوک | هوانگ دونگ هیوک | ۱۷ سپتامبر ۲۰۲۱   |
| جسدهای بازیکن ۱۱۱ و همدستانش که به خاطر تقلب اعدام شده بودند، به بازیکنان نشان داده می‌شود و به آنها اطمینان داده می‌شود که بازی‌ها به گونه‌ای طراحی شده‌اند که شانس برابر برای همه فراهم باشد. در بازی چهارم، بازیکنان باید با یکدیگر جفت شوند، اما خیلی زود متوجه می‌شوند که باید در بازی‌ای با تیله‌ها علیه شریک خود رقابت کنند. هدف این است که تمام مهره‌های شریک را در ۳۰ دقیقه جمع کنند تا زنده بمانند. سه بیوک و جی یونگ (بازیکن ۲۴۰) از داستان زندگی‌شان برای یکدیگر می‌گویند. جی یونگ می‌فهمد که سه بیوک به خاطر خانواده‌اش بیشتر برای زندگی کردن انگیزه دارد و برای نجات او جان خود را فدا می‌کند. سانگ وو، علی را فریب می‌دهد تا تیله‌هایش را بدهد و برنده می‌شود. دوک سو در مقابل شریک و سرسپرده‌اش، بازیکن ۲۷۸، پیروز می‌شود. گی هون از بیماری زوال عقل بازیکن ۰۰۱ استفاده می‌کند تا برنده شود، ولی بعداً متوجه می‌شود که پیرمرد، اوه ایل نام، از همان ابتدا از فریبکاری آگاه بوده است. اوه ایل نام که گی هون را به عنوان گانبو (دوست مورد اعتماد) خود می‌بیند، به او اجازه می‌دهد برنده شود. گی هون و سه بیوک از مرگ دوستانشان به شدت ناراحت و حیرت‌زده می‌شوند. بازی: تیله |            |                                                                                                  |                 |                 |                   |
| ۷ | ۷          | «وی‌آی‌پی‌ها»                                                                                       | هوانگ دونگ هیوک | هوانگ دونگ هیوک | ۱۷ سپتامبر ۲۰۲۱   |
| بازیکنان به بازی برمی‌گردند و می‌بینند که می نیو، که شریک نداشت و در بازی تیله‌ها از آن‌ها جدا شده بود، هنوز زنده است و به او اجازه داده شده که به بازی بعدی وارد شود. وی‌آی‌پی‌های خارجی که از راه دور روی بازی‌ها شرط‌بندی کرده بودند، وارد جزیره می‌شوند تا بازی‌ها را از نزدیک تماشا کرده و روی دورهای باقی‌مانده شرط ببندند. جون هو که خودش را به عنوان یکی از خدمتکاران نقاب‌دار مخفی کرده، از سوی یکی از وی‌آی‌پی‌ها پیشنهادی دریافت می‌کند. در یک اتاق خصوصی، او به وی‌آی‌پی حمله کرده و اعترافات او را ضبط می‌کند و قبل از فرار از جزیره، او را رها می‌کند. در بازی پنجم، بازیکنان باید از پلی با دو پانل عبور کنند که بعضی از آن‌ها از شیشه معمولی و بعضی از شیشه سکوریت ساخته شده‌اند. تنها پانل‌های شیشه سکوریت قادر به تحمل وزن آن‌ها هستند. بازیکنانی که در جلوی صف هستند، هنگام عبور از پانل‌ها سقوط می‌کنند. دوک سو که از حرکت ایستاده و زمان در حال تمام شدن است، از دیگران می‌خواهد که پانل‌ها را پیش از او امتحان کنند. می نیو برای انتقام، خود را فدا می‌کند و با کشیدن او به پایین، هر دو سقوط می‌کنند و می‌میرند. بازیکن ۰۱۷ که کارگر ماهر شیشه‌گر است، پانل‌های ایمن را شناسایی می‌کند، اما وقتی فرانت من برق را قطع می‌کند، این مزیت از بین می‌رود. با تمام شدن زمان، سانگ وو بازیکن ۰۱۷ را از پشت به قتل می‌رساند تا آخرین پانل شیشه معمولی را آشکار کند. در نهایت، تنها گی هون، سانگ وو و سه بیوک موفق به عبور از بازی می‌شوند، اما انفجارها باقی‌ماندهٔ پانل‌ها را می‌شکنند و این سه بازیکن را زخمی می‌کنند. بازی: سنگ‌راهه |            |                                                                                                  |                 |                 |                   |
| ۸ | ۸          | «فرانت من» Transcription: "Peuronteumaen" (کره‌ای: 프론트맨)                                      | هوانگ دونگ هیوک | هوانگ دونگ هیوک | ۱۷ سپتامبر ۲۰۲۱   |
| گی هون، سانگ وو و سه بیوک به عنوان فینالیست‌ها لباس‌های رسمی دریافت می‌کنند. سه بیوک، زخم عمیق ناشی از انفجار پل شیشه‌ای را پنهان کرده است. بعد از شام، هر بازیکن یک چاقوی استیک دریافت می‌کند. گی هون متوجه می‌شود که سانگ وو برای پیروزی حاضر است هر کاری انجام دهد، بنابراین به سه بیوک پیشنهاد اتحاد می‌دهد تا مقابل او بایستند. با این حال سه بیوک به جای آن از گی هون می‌خواهد که قول بدهد برنده از عزیزان طرف مقابل مراقبت خواهد کرد. گی هون تصمیم می‌گیرد در حالی که سانگ وو خواب است او را بکشد، اما سه بیوک مانعش می‌شود و می‌گوید که او قاتل نیست. زخم سه بیوک بدتر می‌شود و گی هون مجبور می‌شود برای کمک درخواست کند. در غیاب گی هون، سانگ وو، سه بیوک را می‌کشد و نگهبانان فقط برای بردن جسدش می‌آیند. گی هون از شدت عصبانیت و دل‌شکستگی می‌خواهد به سانگ وو حمله کند، اما توسط نگهبانان متوقف می‌شود. در همین حال، جون هو به جزیرهٔ دیگری می‌رسد اما خیلی زود توسط فرانت من و نگهبانان پیدا می‌شود. به شدت متعجب می‌شود وقتی متوجه می‌شود فرانت من همان برادرش، این هو است و سعی می‌کند او را به تیم خودش جذب کند. وقتی جون هو مخالفت می‌کند، این هو به شانه‌اش شلیک می‌کند و باعث می‌شود او از روی صخره به دریا سقوط کند. |            |                                                                                                  |                 |                 |                   |
| ۹ | ۹          | «یک روز خوش‌شانس» Transcription: "Unsu Joeun Nal" (کره‌ای: 운수 좋은 날)                           | هوانگ دونگ هیوک | هوانگ دونگ هیوک | ۱۷ سپتامبر ۲۰۲۱   |
| در بازی نهایی به نام ماهی مرکب، گی هون پس از مبارزه‌ای شدید، سانگ وو را شکست می‌دهد، اما از کشتن او خودداری می‌کند؛ او از سانگ وو خواهش می‌کند که با استفاده از بند سوم، بازی را متوقف کند. اما به جای این، سانگ وو خود را با چاقو می‌زند و قبل از اینکه بمیرد، از سانگ وو می‌خواهد که از مادرش مراقبت کند. گی هون با یک کارت بانکی که برای دسترسی به پول جایزه به او داده شده به سئول بازگردانده می‌شود، اما متوجه می‌شود که مادرش فوت کرده است. یک سال بعد، گی هون هنوز تحت تأثیر تروما قرار دارد و به دلیل احساس گناه، از پول جایزه استفاده نمی‌کند. او دعوت‌نامه‌ای از گانبوی خود دریافت می‌کند و ایل نام را در بستر مرگ می‌یابد. ایل نام فاش می‌کند که او بازی را برای سرگرم کردن افراد ثروتمند و خسته مانند خودش ساخته است، بازی‌هایی از دوران کودکی را انتخاب کرده و اعتراف می‌کند که به دلیل دلتنگی برای گذشته، در گروه گی هون شرکت کرده است. در حین صحبت، ایل نام با گی هون شرط می‌بندد که آیا به مرد بیهوش در خیابان قبل از نیمه شب کمک می‌شود یا نه. به مرد بیهوش به موقع کمک می‌شود و ایل نام کمی بعد می‌میرد. گی هون برادر سه بیوک را پیدا می‌کند و ترتیبی می‌دهد که مادر سانگ وو از او مراقبت کند، پس از آنکه بخشی از پول جایزه را به آنها می‌دهد. گی هون در راه فرودگاه برای دیدار با دخترش در لس آنجلس، همان جذب‌کنندهٔ بازی را می‌بیند که در حال بازی داکجی با یک بازیکن جدید است و موفق می‌شود کارت دعوت آن بازیکن را بگیرد. قبل از سوار شدن به هواپیما، گی هون شمارهٔ روی کارت را می‌گیرد و می‌پرسد که چه کسی مسئول این بازی‌ها است. فرانت من جواب می‌دهد و از گی هون می‌خواهد که سوار پروازش شود، اما گی هون تماس را قطع کرده و به ترمینال بازمی‌گردد. بازی: ماهی مرکب |            |                                                                                                  |                 |                 |                   |

### فصل ۲ (۲۰۲۴)
| شم. کلی | شم. در فصل | عنوان                                                                         | کارگردان        | نویسنده         | تاریخ پخش اصلی |
| ------- | ---------- | ----------------------------------------------------------------------------- | --------------- | --------------- | -------------- |
| ۱۰      | ۱          | «نان و لاتاری» Transcription: "Ppang-gwa Bokgwon" (کره‌ای: 빵과 복권)          | هوانگ دونگ هیوک | هوانگ دونگ هیوک | ۲۶ دسامبر ۲۰۲۴ |
| ۱۱      | ۲          | «مهمانی هالووین» Transcription: "Hallowin Pati" (کره‌ای: 할로윈 파티)          | هوانگ دونگ هیوک | هوانگ دونگ هیوک | ۲۶ دسامبر ۲۰۲۴ |
| ۱۲      | ۳          | «001»                                                                         | هوانگ دونگ هیوک | هوانگ دونگ هیوک | ۲۶ دسامبر ۲۰۲۴ |
| ۱۳      | ۴          | «شش پا» Transcription: "Yeoseot Gaeui Dari" (کره‌ای: 여섯 개의 다리)           | هوانگ دونگ هیوک | هوانگ دونگ هیوک | ۲۶ دسامبر ۲۰۲۴ |
| ۱۴      | ۵          | «یک بازی دیگر» Transcription: "Han Pan Deo" (کره‌ای: 한 판 더)                 | هوانگ دونگ هیوک | هوانگ دونگ هیوک | ۲۶ دسامبر ۲۰۲۴ |
| ۱۵      | ۶          | «O X»                                                                         | هوانگ دونگ هیوک | هوانگ دونگ هیوک | ۲۶ دسامبر ۲۰۲۴ |
| ۱۶      | ۷          | «دوست یا دشمن» Transcription: "Chingu-inga Jeoginga" (کره‌ای: 친구인가 적인가) | هوانگ دونگ هیوک | هوانگ دونگ هیوک | ۲۶ دسامبر ۲۰۲۴ |

### فصل ۳ (۲۰۲۵)
| شم. کلی | شم. در فصل | عنوان                                                                               | کارگردان        | نویسنده         | تاریخ انتشار اصلی |
| ------- | ---------- | ----------------------------------------------------------------------------------- | --------------- | --------------- | ----------------- |
| ۱۷      | ۱          | «کلیدها و چاقوها» Transcription: "Yeolsoewa Kal" (کره‌ای: 열쇠와 칼)                 | هوانگ دونگ هیوک | هوانگ دونگ هیوک | ۲۷ ژوئن ۲۰۲۵      |
| ۱۸      | ۲          | «شب پرستاره» Transcription: "Byeol-i Bichnaneun Bam-e" (کره‌ای: 별이 빛나는 밤에)    | هوانگ دونگ هیوک | هوانگ دونگ هیوک | ۲۷ ژوئن ۲۰۲۵      |
| ۱۹      | ۳          | «تقصیر تو نیست» Transcription: "Dangsin-ui Tas-i Anida" (کره‌ای: 당신의 탓이 아니다) | هوانگ دونگ هیوک | هوانگ دونگ هیوک | ۲۷ ژوئن ۲۰۲۵      |
| ۲۰      | ۴          | «۲۲۲»                                                                               | هوانگ دونگ هیوک | هوانگ دونگ هیوک | ۲۷ ژوئن ۲۰۲۵      |
| ۲۱      | ۵          | «○△□»                                                                               | هوانگ دونگ هیوک | هوانگ دونگ هیوک | ۲۷ ژوئن ۲۰۲۵      |
| ۲۲      | ۶          | «انسان‌ها…» Transcription: "Saram-eun..." (کره‌ای: 사람은...)                         | هوانگ دونگ هیوک | هوانگ دونگ هیوک | ۲۷ ژوئن ۲۰۲۵      |

## تولید

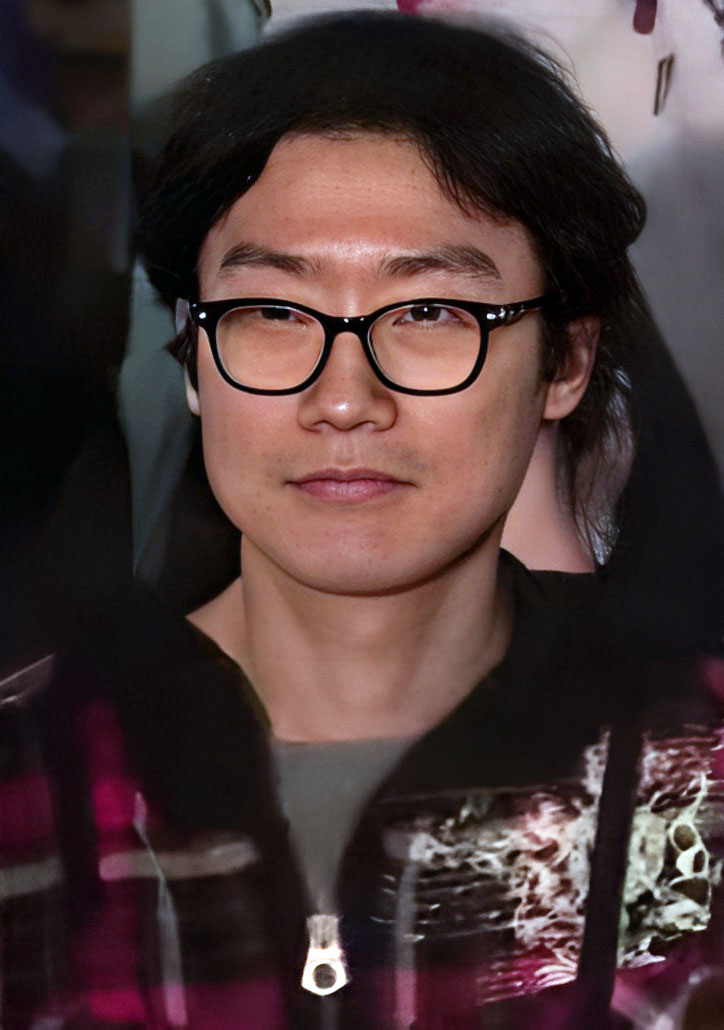
هوانگ دونگ هیوک نویسنده و کارگردان بازی مرکب

### توسعه

#### فصل ۱
بازی مرکب توسط هوانگ دونگ هیوک نوشته و ساخته‌شد. به گفتهٔ هوانگ، او فیلم‌نامهٔ این مجموعه را در سال ۲۰۰۸ نوشت، هنگامی که در وضعیت نابسامان اقتصادی و در مانهوابانگ به‌سر می‌برد و کتاب‌هایی همچون نبرد سلطنتی، بازی دروغین و آخرالزمان قمار: کایجی را مطالعه می‌کرد؛ هرچند او این خط داستانی را «بسیار غیرقابل درک و عجیب» برای آن زمان یافت. هوانگ گفت: «من تمایل داشتم داستانی بنویسم که کنایه و حکایتی از جامعهٔ سرمایه‌داری مدرن باشد، چیزی که رقابت بسیار شدیدی را به تصویر کشد، تا حدی شبیه به رقابت شدید زندگی. اما می‌خواستم شخصیت‌هایی را نمایش دهم که در زندگی واقعی با آن‌ها سروکار داریم.»
نتفلیکس در ۲ سپتامبر ۲۰۱۹ طی یک اطلاعیهٔ مطبوعاتی اعلام کرد، مجموعهٔ اصلی کره‌ای دیگری را با عنوان اولیهٔ دور ششم (به انگلیسی: Round Six)، به نویسندگی و تهیه‌کنندگی هوانگ دونگ هیوک خواهد ساخت. داستان این مجموعه برگرفته از بازی کودکانهٔ کره‌ای محبوبی از دهه‌های ۱۹۷۰ و ۱۹۸۰ بود که بازی ماهی مرکب نام داشت. او در مورد بازگشتش به این پروژه گفت: «غم‌انگیز است اما علت اصلی بازگشت من به این پروژه این بود که دنیا پس از گذشت ۱۰ سال از آن زمان، به مکانی تبدیل شده که در آن چنین داستان‌های بقای غیرقابل‌باوری بسیار به‌جاست و برداشت من این است که در این دوره، مخاطبان چنین داستان‌هایی را جذاب و واقع‌بینانه می‌خوانند.» او همچنین معتقد است، دنیاگیری کووید-۱۹ در سال‌های ۲۰۲۰ و ۲۰۲۱، به نابرابری اقتصادی بین طبقات مختلف مردم کرهٔ جنوبی دامن زده و «مجموع این علل، داستان را برای مخاطبان بسیار باورپذیرتر از یک دههٔ قبل کرده است».
هوانگ کل این مجموعه را به تنهایی نوشت و نوشتار دو قسمت اول آن حدود شش ماه به طول انجامید؛ او سپس برای پیشبرد داستان از دوستانش نظر خواست. هوانگ اعلام کرده بود برنامهٔ کوتاه‌مدتی برای نوشتن دنبالهٔ بازی مرکب ندارد؛ او گفت طرح توسعه‌یافته‌ای برای ادامهٔ داستان در ذهن ندارد و اگر بنا بر نوشتن آن باشد، ترجیح می‌دهد گروهی از نویسندگان و کارگردانان را برای کمک به‌همراه داشته باشد.

### بازیگران

#### فصل ۱
شخصیت گی-هون با الهام از افرادی نوشته شد که در مخالفت با اخراج جمعی کارگران، اعتصاب کارگران سانگ‌یانگ موتور را در سال ۲۰۰۹ ترتیب دادند. انتخاب بازیگران این مجموعه در ۱۷ ژوئن ۲۰۲۰ نهایی شد.

### فیلم‌برداری

#### فصل ۱
تولید و فیلم‌برداری این مجموعه از ژوئن تا اکتبر ۲۰۲۰ ادامه یافت و شامل وقفهٔ اجباری یک‌ماهه، به دلیل دنیاگیری ادامه‌دار کووید ۱۹ بود. صحنه‌های شهری در دِجون و صحنه‌های جزیره در سونگاپدو، واقع در اونگجین فیلم‌برداری شدند.

## بازخورد

### بازخورد منتقدان

#### فصل ۱
این مجموعه با نقدهای عموماً مثبتی همراه بود. وبگاه راتن تومیتوز از مجموع ۶۲ نقد، امتیاز ۹۴٪ و میانگین ۸٫۲ از ۱۰ را به این مجموعه داد. در متاکریتیک، این مجموعه امتیاز میانگین ۶۹ از ۱۰۰ را بر اساس ۱۳ نقد دریافت کرد که نشانگر «نقدهای در مجموع مطلوب» است.
این مجموعه به‌خاطر شباهت‌هایی که با فیلم ژاپنی هر طور خدایان بخواهند داشت مورد انتقاد قرار گرفت. این فیلم اقتباسی از مانگایی با همین نام است که در سال ۲۰۱۴ منتشر شد و داستان آن حول محور نسخه‌های خطرناکی از بازی‌های کودکانه مانند نسخهٔ ژاپنی «نور قرمز، نور سبز» می‌چرخد. هوانگ دونگ هیوک در پاسخ به ادعاهای مبنی بر سرقت ادبی گفت، کار بر روی فیلم‌نامه را از سال ۲۰۰۸ آغاز کرده و شباهت‌های بین دو فیلم که در هنگام فیلم‌بردای از آن‌ها مطلع شده، تصادفی است. او اذعان داشت، از کمیک‌ها و انیمیشن‌های ژاپنی همچون نبرد سلطنتی و بازی دروغین الهام گرفته است.

### بازخورد عموم
این مجموعه به نخستین درام کره‌ای تبدیل شد که در سطح جهانی، در صدر جدول ۱۰ مجموعهٔ تلویزیونی پربینندهٔ هفتگی نتفلیکس قرار گرفت و در ۹۰ کشور از جمله ایالات متحده و بریتانیا شمارهٔ یک شد. به گزارش نتفلیکس، بازی مرکب ۲۸ روز پس از انتشار با بیش از ۱۱۱ میلیون بیننده در سطح جهانی، رکورد بریجرتون با ۸۲ میلیون بیننده در دسامبر ۲۰۲۰ را شکست و به پربیننده‌ترین مجموعهٔ این شبکه تبدیل شد. هوانگ معتقد است محبوبیت این مجموعه به این خاطر است که در آن «بزرگسالان مستأصل، به شکلی کنایه‌آمیز جان خود را برای پیروزی در بازی‌های کودکانه در معرض خطر قرار می‌دهند» و همین‌طور آشنا بودن و سادگی بازی‌ها موجب می‌شود که تمرکز اصلی بر روی شخصیت‌پردازی باشد. همچنین گوناگونی طبقهٔ اجتماعی شخصیت‌هایی که در بازی مرکب شرکت می‌کنند، به‌خاطر هم‌ذات‌پنداری بینندگان با یک یا چندین شخصیت، موجب جذب بیشتر مخاطب می‌شود.
طبق آمار ارائه‌شده از سول سپلایر (Sole Supplier)، فروش پیراهن‌های سبز در کره افزایش پیدا کرده است. یک فروشنده خیابانی سئول که دالگونا، یک بیسکویت لانه زنبوری که در سریال نشان داده شد درست می‌کند به رویترز گفت که طرفداران از ساعت ۱۱ صبح در خارج از آشپزخانه خیابانی او صف می‌گیرند. هویون جونگ در نقش کانگ سه بیوک بازیکن شمارهٔ ۰۶۷ به عنوان نماینده لوئی ویتون انتخاب شده و تعداد فالوورهای اینستاگرام او از ۴۰۰٬۰۰۰ به ۱۷ میلیون رسید.
آمازون بیش از ۲۰۰۰ نتیجه برای عبارت «بازی مرکب» فهرست کرده است. در گوگل ترندز، پلت‌فرم داخلی موتور جستجو که علاقه کاربران را ردیابی می‌کند، به عنوان یک عبارت جستجوی «breakout» رتبه‌بندی می‌شود. مینیونگ کیم، نایب رئیس محتوا برای نتفلیکس، با تکیه بر موفقیت فیلم انگل (۲۰۱۹) و گروه‌های موسیقی کی-پاپ بی‌تی‌اس و بلک‌پینک، گفت: «مخاطبان در سراسر جهان عاشق داستان‌ها، هنرمندان و فرهنگ کره‌ای می‌شوند». امسال، این پلت‌فرم قصد دارد ۵۰۰ میلیون دلار برای محتوای کره‌ای هزینه کند.
این محبوبیت همچنین باعث شده که پلیس بریتانیا به نوجوانان هشدار دهد که از بازی الگوبرداری نکنند. گفته می‌شود دعوت‌ها برای شرکت در شبیه‌سازی بازی مرکب به‌صورت آنلاین در حال پخش است. پلیس متروپولیتن در بیانیه‌ای گفت: «ما از یک پست در رسانه‌های اجتماعی آگاه هستیم و در حال کار برای یافتن جزئیات بیشتر به منظور اطمینان از برنامه پلیس هستیم.»
بسیاری از منتقدان بازی مرکب را به عنوان نخستین مجموعه تلویزیونی که مشکلات واقعی زندگی در کره جنوبی را به جهانیان نشان می‌دهد تحسین کرده‌اند. مشکلاتی چون فقر، رسوایی‌های سیاسی و تجاری، زن‌ستیزی، زندگی اسفناک فراریان و پناهندگان از کره شمالی، استثمار مهاجران و رابطه پیچیده با چین از جمله مسائلی هستند که در بازی مرکب به تصویر کشیده می‌شوند.

## از دید روان‌شناسی و جامعه‌شناسی‌
داستان یک انتقاد کاملاً آشکار از جامعه سرمایه‌داری ماست که در رقابت است. فقرا در بازی مرگ و زندگی به معنای واقعی کلمه برای زنده ماندن رقابت می‌کنند. و همهٔ این‌ها برای سرگرمی ثروتمندان است. در زمانه‌ای که بیشتر مردم نگران بی‌عدالتی اجتماعی هستند و افراد بیشتری سرخورده شده‌اند، این نوع بازتاب در مورد بی‌عدالتی اجتماعی در سرمایه‌داری به وضوح به فروش می‌رسد.
توضیح روانی برای محبوبیت آنچه بازی مرکب را متمایز می‌کند این است که دو بعد روانشناختی دارد که انتقاد اجتماعی را برای مخاطبان جهانی قابل هضم‌تر می‌کند. در حالی که ما با رقبا همذات پنداری می‌کنیم و خود را جای آنها می‌گذاریم، این تنها کاری نیست که انجام می‌دهیم. پس از چند قسمت، مشخص می‌شود که این بازی‌ها توسط وی‌آی‌پی‌ها تماشا می‌شود که به رقبا پول می‌دهند، درست مانند مسابقات اسب‌دوانی. به معنای دیگر، وقتی این سریال را تماشا می‌کنیم، موقعیت بسیار مشابهی با این وی‌آی‌پی‌ها داریم که از تشخیص برای فهمیدن اینکه چه کسی در این دور می‌میرد و چه کسی زنده می‌ماند لذت می‌برند؛ بنابراین ما یک دیدگاه دوگانه داریم: ما با رقبا همسو هستیم و نگران هر حرکت آن‌ها هستیم، اما ما نیز با وی‌آی‌پی‌ها همسو هستیم، و بازی‌ها را با خونسردی مشاهده می‌کنیم. جابجایی بین این دو دیدگاه مهم‌ترین حرکت ابتکاری نمایش است.
بازی‌های کودکان بسیار نمادین هستند زیرا نشان می‌دهد که رقابت مرگ و زندگی از همان دوران کودکی ما آغاز می‌شود. در واقع، بازی‌های کودکان استعاره‌های خوبی برای زندگی بزرگسالان است. این مجموعهٔ نمایشی همچنین نشان می‌دهد که زندگی ما مانند مجموعه‌ای از بازی‌های بی‌رحمانه است که در آن‌ها برای زنده ماندن تلاش می‌کنیم. در واقع، بازیکنان از طبقه‌های مختلف جامعه، از جمله معتاد به قمار، سرپرست تیم سرمایه‌گذاری در یک شرکت اوراق بهادار، یک فراری از کرهٔ شمالی، همچنین یک مرد مسن بی‌حوصله، یک گانگستر و یک محکوم سابق در بین آن‌ها وجود دارد. حتی یک پزشک، یک کشیش و یک کارگر خارجی از پاکستان به بازی می‌پیوندند. سایت‌های بازی مانند یک عالم کوچک از جامعه ما به نظر می‌رسند. هنگام انجام بازی‌ها، بازیکنان غالباً انسانیت خود را از دست می‌دهند و غرایز حیوانی خود را در شرایط مختلف شدید آشکار می‌کنند؛ بنابراین، برای زنده‌ماندن، باید دیگران را فریب دهند، خیانت کنند. از این نظر، هر بازی بازتاب‌دهنده مشکلاتی است که به راحتی در جامعه قابل تشخیص است. داستان سریال همچنین یادآوری بخش‌هایی از هر طور شما دوست دارید اثر شکسپیر است که در بخشی از آن می‌گوید: «همه جهان صحنه است. و همه مردان و زنان فقط بازیکن هستند. و یک نفر در زمان خود نقش‌های زیادی بازی می‌کند.» بینندگان با تماشای بازی مرکب متوجه می‌شوند که این درام به طرز چشمگیری مشکلات ذاتی جامعه ما را منعکس می‌کند.

## رمزارز منسوب به بازی مرکب
سریال بازی مرکب که به یکی از پرطرفدارترین سریال‌های تاریخ تبدیل شده است برند رمزارز مخصوص به خود را معرفی کرد که قیمت آن به شکل سرسام‌آوری در حال بالا رفتن بود.این رشد با سرعت سرسام‌آوری ادامه داشتاما بعد از مدت کوتاهی، رمزارز منسوب به سریال بازی مرکب با ارزش ۳ میلیون پوند یک شبه سقوط کردو ارزش این رمز ارز تقریباً به صفر رسیدسپس مشخص شده که این ارز دیجیتال یک کلاهبرداری بوده که بیش از ۳ میلیون دلار به خریدارانش ضرر زده است.